# In vestimentis non est sapientia mentis
La locuzione latina In vestimentis non est sapientia mentis, tradotta letteralmente, significa la saggezza della mente non risiede negli abiti. L'espressione, parafrasabile anche con il noto proverbio italiano l'abito non fa il monaco, intende tuttavia esprimere il concetto che gli abiti, belli o brutti che siano, non denotano alcunché sull'intelligenza di chi li indossa.
Caratteristica di questo modo di dire è la presenza della rima (vestimentis / mentis), che però contraddistingue molti proverbi latini medievali. Esiste ad esempio un altro proverbio latino medievale in rima che propone un modo diverso di esprimere la stessa idea di base: In vili veste nemo tractatur honeste, cioè Se indossi una veste sconveniente, nessun ti tratta in modo decente.